# Liste der Museen in Oberösterreich

## A
- Aigen-Schlägl
  - Vogelmuseum. Die Vogelwelt des Böhmerwaldes
- Alberndorf in der Riedmark
  - Schloss Riedegg
- Alkoven
  - Lern- und Gedenkort Schloss Hartheim
- Altenfelden
  - Trophäensaal im Wildpark Altenfelden
- Altheim
  - Römer-Erlebnismuseum / Zeitspurenmuseum Ochzethaus
- Altmünster
  - Eggerhaus
  - Heimathaus Viechtau
  - Oldtimermuseum Rund ums Rad Altmünster
- Ampflwang im Hausruckwald
  - Eisenbahnmuseum Österreichische Gesellschaft für Eisenbahngeschichte
- Andorf
  - Innviertler Freilichtmuseum Brunnbauerhof
- Auberg
  - Obermühlviertler Denkmalhof Unterkagerer

## B
- Bad Goisern am Hallstättersee
  - Freilichtmuseum Anzenaumühle
  - Heimat- und Landlermuseum
- Bad Hall
  - Forum Hall
- Bad Ischl
  - Lehár-Villa
  - Marmorschlössl
- Braunau am Inn
  - Bezirksmuseum Braunau am Inn bzw. Museum Herzogsburg
  - Glockengießerei-Heimathaus Braunau
  - Vorderbad Braunau

## D
- Dorf an der Pram
  - Oldtimer Traktormuseum

## E
- Ebensee
  - KZ-Gedenkstätte Ebensee
  - museum.ebensee
  - Naturmuseum Salzkammergut
  - Zeitgeschichte Museum Ebensee
- Eferding
  - Schloss Starhemberg
- Enns
  - Museum Lauriacum

## F
- Freistadt
  - Mühlviertler Schlossmuseum

## G
- Gaspoltshofen
  - Kinoptikum Gaspoltshofen
- Gmunden
  - Klo & So Sanitärmuseum
- Grein
  - Historisches Stadttheater und Stadtmuseum Grein
  - OÖ. Schifffahrtsmuseum
- Grünburg
  - Freilichtmuseum Schmiedleithen
  - Steyrtalbahn
- Gutau
  - Färbermuseum Gutau

## H
- Haag am Hausruck
  - Schloss Starhemberg
- Haigermoos
  - Heimatmuseum Haigermoos
- Hellmonsödt
  - Artemons
- Hofkirchen im Traunkreis
  - Österreichisches Sattlermuseum

## K
- Katsdorf
  - Karden- und Heimatmuseum Katsdorf
- Klam
  - Burg Clam

## L
- Langenstein
  - Audioweg Gusen
  - Memorial Gusen
- Leonding
  - Stadtmuseum Leonding
- Linz
  - Cowboy-Museum Fatsy
  - Lentos Kunstmuseum Linz
  - Nordico
  - Oberösterreichische Landesmuseen
  - Stifterhaus
  - Zeitgeschichteausstellung 1938–1945 in der Voestalpine
  - Zahnmuseum im Alten Rathaus

## M
- Mauthausen
  - Apothekenmuseum Mauthausen
  - KZ-Gedenkstätte Mauthausen
- Micheldorf in Oberösterreich
  - OÖ. Sensenschmiedemuseum in der Sensenschmiede am Gries
- Mondsee
  - Bauernmuseum Mondseeland

## N
- Neukirchen an der Vöckla
  - Freilichtmuseum Stehrerhof

## P
- Perg
  - Heimathaus-Stadtmuseum mit Mühlsteinbruch Scherer, Erdstall Ratgöbluckn, Steinbrecherhaus
  - Oldy-Kai
- Perwang am Grabensee
  - Zoll- und Heimatmuseum Perwang
- Peuerbach
  - Schloss Peuerbach
- Pinsdorf
  - Salzkammergut Tierweltmuseum
- Pregarten
  - Museum Pregarten

## R
- Regau
  - Evangelisches Museum Oberösterreich
- Ried im Innkreis
  - Museum Innviertler Volkskundehaus
- Rohrbach-Berg
  - Mühlkreisbahn-Museum
  - Villa Sinnenreich

## S
- Sandl
  - Hinterglasmuseum Sandl
- Sankt Florian
  - Schloss Hohenbrunn
  - Stift Sankt Florian
  - Feuerwehrmuseum St. Florian
- Sankt Agatha
  - Stefan-Fadinger-Museum
- Sankt Thomas am Blasenstein
  - Puppenhausmuseum Sankt Thomas am Blasenstein
- Saxen
  - Strindbergmuseum Saxen
- Scharnstein
  - Schloss Scharnstein
  - Sensenmuseum Geyerhammer
- Schwarzenberg am Böhmerwald
  - Alte Schule Schwarzenberg am Böhmerwald
- Sigharting
  - Schloss Sigharting
- Spital am Pyhrn
  - Stift Spital am Pyhrn
- Stadl-Paura
  - Schiffleutmuseum
- Steinbach an der Steyr
  - Messerermuseum Steinbach an der Steyr
- Steyr
  - Museum Arbeitswelt Steyr
  - Museum der Stadt Steyr im Innerberger Stadel und im Neutor

## T
- Thalheim bei Wels
  - Museum Angerlehner
- Tollet
  - Schloss Tollet

## V
- Vöcklabruck
  - Heimathaus Vöcklabruck
- Vöcklamarkt
  - Kinderweltmuseum Schloss Walchen

## W
- Wels
  - Burg Wels
  - Welios
- Wernstein am Inn
  - Schloss Zwickledt
- Windhaag bei Perg
  - Museum Altenburg – Der Graf von Windhaag